# Filip Nereusz Raczyński
Filip Nereusz Raczyński herbu Nałęcz (ur. 1747, zm. 1804 w Rogalinie) – generał major wojsk koronnych, starosta mieściski (1764).

## Życiorys
Urodził się w 1747 w rodzinie Leona Raczyńskiego herbu Nałęcz (1698–1755) i Wirydianny Bnińskiej herbu Łodzia (1718–1797).
W młodości wiele podróżował. Zajmował się różnymi dziedzinami wiedzy. Opanował kilka języków. W wojsku nie służył.
Był elektorem Stanisława Augusta Poniatowskiego z województwa poznańskiego.
Poseł na sejm 1768 roku z powiatu poznańskiego. Jako poseł kościański na Sejmie Rozbiorowym 1773–1775 przystąpił do konfederacji Adama Ponińskiego.
W 1776 kupił szefostwo regimentu dragonów fundacji Raczyńskich, który w 1779 został spieszony i przemianowany na 9 regiment pieszy, i uzyskał patent generała. W 1782 był posłem województwa poznańskiego  poznańskim ponownie został posłem poznańskim. Poseł województwa poznańskiego na Sejm Czteroletni w 1790 roku. W 1792 razem z częścią regimentu uczestniczył w wojnie przeciwko Rosji. Po zwycięstwie targowiczan nadal szefował regimentowi. Był konsyliarzem konfederacji targowickiej z województwa poznańskiego. Szefostwo utracił w 1794 i osiedlił się w Głogowie. Gospodarował potem na swoich dobrach w Wielkopolsce. Zmarł w Rogalinie.
W 1777 został kawalerem Orderu Świętego Stanisława.

## Życie prywatne
Żonaty z Michaliną Raczyńską, córką Kazimierza Raczyńskiego. Był ojcem Edwarda i Atanazego.